# Zapatón (territorio indígena)
Zapatón es uno de los dos territorios indígenas costarricenses donde habita la etnia huetar, siendo el otro Quitirrisí. Se localiza en el distrito de Chires del cantón de Puriscal, en la provincia de San José. Se fundó en 1986. Hablan sólo español pues la lengua huetar está actualmente extinta debido a que se dejó de practicar
. Se dedican principalmente a la caza, pesca y a la producción artesanal de productos como la cestería y tintes naturales.

## Demografía
Según el censo de 2011, este territorio tiene una población total de 452 habitantes, de los cuales 355 habitantes (78,54%) son auto identificados cómo de etnia indígena.